# Laguna Cauquenes
La laguna de Cauquenes es un cuerpo de agua superficial ubicada en la Comuna de Requinoa de la Provincia de Cachapoal en la Región de O'Higgins de Chile. A partir del año 1936 fue utilizada como depósito de relaves para la mina de cobre El Teniente a causa del colapso del Embalse Barahona I en 1928.

## Ubicación y descripción
La laguna se encuentra entre las ciudades de Rancagua y Rengo, algo hacia el este.
El inventario público de lagos de la Dirección General de Aguas le asigna el tipo "laguna menor" con el código 06010091-8 en el Banco Nacional de Aguas. Su altitud es de 700 m s. n. m. y actualmente figura en el inventario como sin uso.
Con 4,8 km² es considerada como el lago con el mayor espejo de agua en la Región de O'Higgins.: Tabla 2 

## Hidrología
El estero Cauquenes era por naturaleza el emisario de la laguna que desembocaba tras corto trayecto en el río Cachapoal. Actualmente la laguna descarga sus aguas en el tranque Colihues que a su vez las descarga en el estero Cauquenes. En años lluviosos la cuenca del Cauquenes puede recibir un caudal de hasta 15,76 m³/s. La cuenca del tranque Colihues que incluye a la de la laguna Cauquenes abarca 145,6 km².: 36 

## Historia
La historia de esta laguna está estrechamente ligada al desarrollo de la minera El Teniente. A partir de febrero de 1936 y hasta 1977 fue destinada a recibir los relaves de la industria minera que llegaban desde Sewell en una canaleta de madera de 42 km de longitud. Todavía en 1964 se le llamaba aún "laguna" y entonces sus aguas y las que traían el relave se descargaban en el estero Cauquenes que las llevaba al río Cachapoal.: 21 
Actualmente una empresa reprocesa los relaves depositados en el ahora tranque Cauquenes y también lo hará con los del tranque Colihues.

Croquis de la zona en que aparecen el trayecto de la canaleta de madera, los tranques Barahona I y II y la "laguna Cauquenes".

## Población, economía y ecología
En 2015 se consideraba el tranque como "expuesto a impactos ambientales negativos, asociados principalmente a la dispersión de material particulado rico en metales y metaloides. Se han probado los efectos de la fitoestabilización en el relave.": 2 